# Falemata'aga - Museo Nacional de Samoa

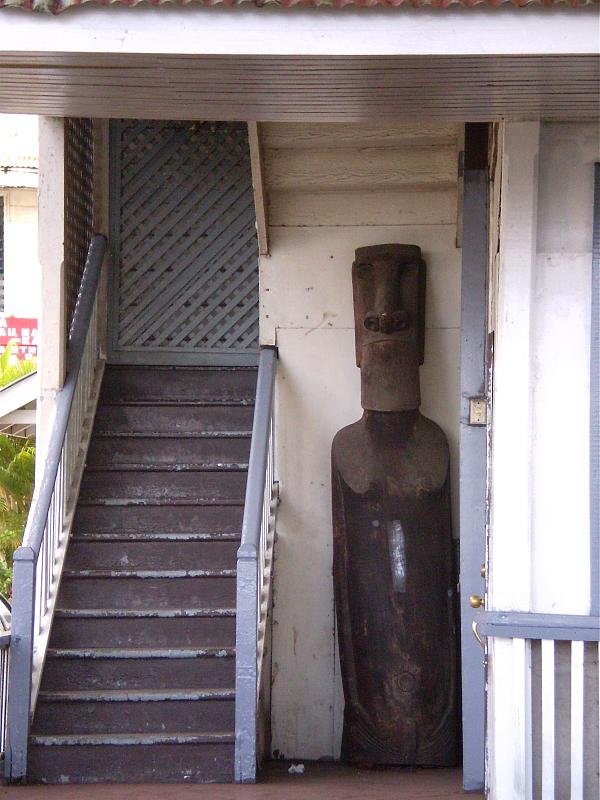
Museo Nacional de Samoa.

Falemata'aga es el Museo Nacional de Samoa'. Se encuentra en la capital de Samoa, Apia, en la isla de Upolu, en una antigua escuela construida por la administración colonial alemana.

## Antecedentes
El museo se encuentra en el edificio más antiguo de la isla, una antigua escuela de la Administración Colonial Alemana. El museo está financiado por el Ministerio de Educación, Deportes y Cultura y es el único museo financiado por el Estado dedicado a la cultura samoana. El museo formó parte del Ministerio de Juventud, Deportes y Cultura hasta 1999, cuando se reorganizaron los departamentos gubernamentales. En 2015, el museo contaba con tres empleados.

## Colecciones y exposiciones
La colección del museo consta de más de trescientos artefactos que reflejan las cuatro áreas de trabajo del museo: Culturas de las Islas del Pacífico; Prehistoria de Samoa; Cultura e Historia de Samoa; Medio Ambiente. Los objetos incluyen especímenes zoológicos, equipos de tatuaje y cerámica prehistórica.
El museo conserva el legado de la época colonial en los países del Pacífico en su colección y archivos, al tiempo que muestra la fascinación de los conquistadores occidentales por sus culturas. El museo también acoge exposiciones temporales en sus instalaciones, así como exposiciones itinerantes en zonas más remotas del país. En 2013, una exposición fotográfica sobre la vida colonial alemana titulada Caminar bajo las palmeras: los alemanes en Samoa resultó muy popular.

## Proyectos de investigación
El museo también participa en proyectos de investigación internacionales. En 2013, colaboró con el Museo Americano de Historia Natural para investigar técnicas de construcción sostenible relacionadas con la crisis climática. En 2002, inició una colaboración con la Universidad de Uppsala para investigar la arqueología y la gestión del patrimonio del Túmulo de Pulemelei prehistórico.